# Juan Maldonado Waswechia
Juan Maldonado Waswechia Beltrán «Tetabiate» (28 de agosto de 1858, Belem, Sonora, municipio de Guaymas, Sonora - 9 de julio de 1901, Sierra del Bacatete, Sonora) fu un líder político y militar yaqui. Tetabiate dirigió la resistencia yaqui en contra de las autoridades mexicanas para defender sus tierras, mantener sus costumbres y su libertad.

## Trayectoria
Participó en la Guerra del Yaqui (1870 - 1880). Tetabiate militó en las filas del ejército yaqui a las órdenes del general José María Leyva «Cajeme» y, a la muerte de este, asumió el mando supremo de sus tropas, que quedaron sobre las armas en contra del gobierno mexicano. «Tetabiate» sostuvo la resistencia yaqui por un periodo de 14 años teniendo su área de operaciones en la Sierra del Bacatete.
El 15 de mayo de 1897, Tetabiate se presentó en Estación Ortiz, donde firmó la llamada «Paz de Ortiz», un armisticio entre el pueblo yaqui y las autoridades civiles y militares mexicanas. Se sublevó nuevamente en julio de 1899 tras el incumplimiento de la Paz de Ortiz, por lo que regresó a la clandestinidad y la resistencia. Murió en un enfrentamiento con las fuerzas del Ejército Mexicano al frente de Loreto Villa el 9 de julio de 1901 en el cerro de Mazocoba.
Los restos de Tetabiate fueron sepultados en el poblado conocido como Pitaya o pueblo de Belén.En los años 80 el gobierno de Sonora inauguró un monumento a Tetabiakte en Ciudad Obregón.El pueblo yaqui realiza ceremonias para rendir homenaje al caudillo, entre ellas, la tradicional Danza del coyote.
En 2023 fue inaugurada una escultura de Tetabiate en el Museo Regional de Sonora.

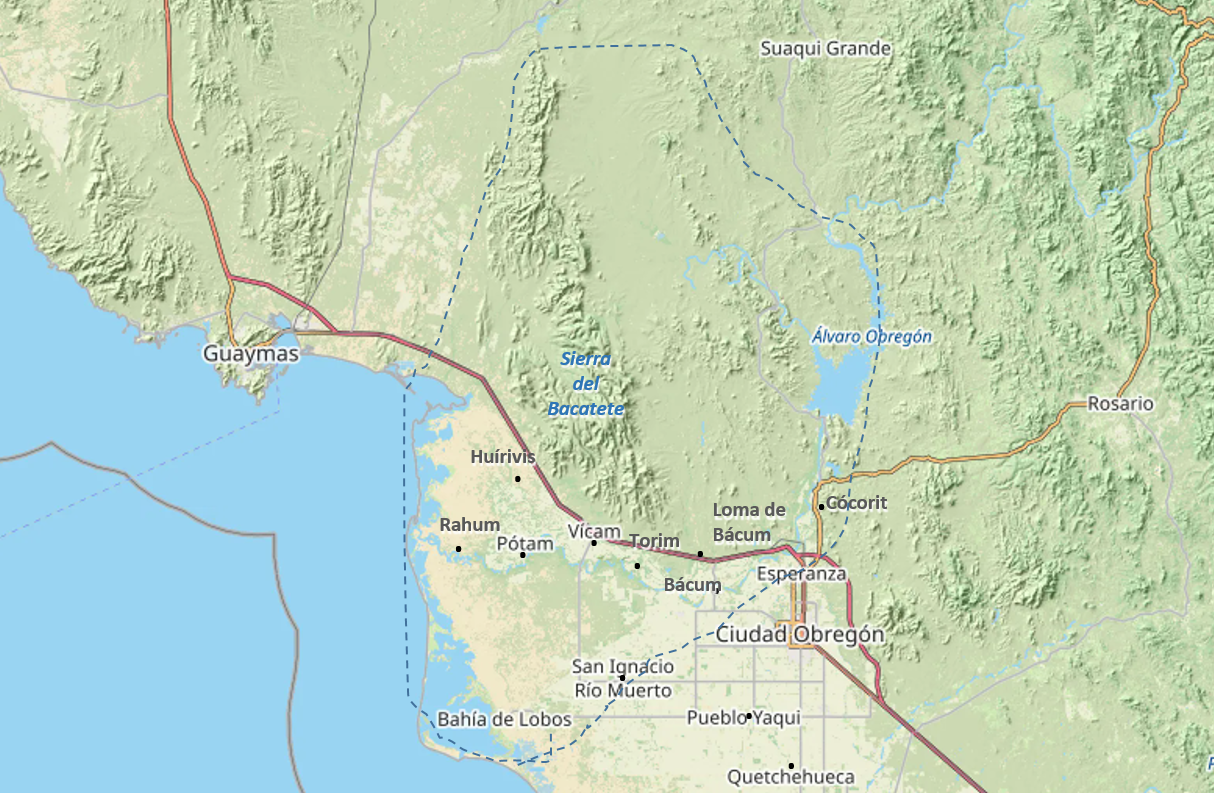
Nación Yaqui